# Fusión Gourmet
Fusión Gourmet (a veces acortado como Fusión) fue un canal de televisión por suscripción peruano cuya programación se enfocaba en la gastronomía peruana. Fue lanzado en 2013 y era propiedad del Grupo Plural TV Fue cerrado por baja audiencia y parte de su programación fue trasladada a América Televisión. Transmitía de forma exclusiva por Movistar TV.

## Historia
El proyecto televisivo fue desarrollado por América Televisión 4 años antes de su lanzamiento, dos de los cuales estuvieron dedicados a definir el concepto del futuro canal. El resto del tiempo fue empleado para la redacción de libretos, realización, diseños gráficos y escenográficos, búsqueda de productores y de chefs que se involucraron en el proyecto. 
La idea original del canal fue de Luis Guillermo Camacho, exgerente de Imagen y TV de América, quien junto con Eric Jürgensen, exgerente general de esta cadena de televisión, comenzaron a promocionar el lanzamiento de Fusión Gourmet.
Comenzó sus emisiones el 6 de mayo de 2013 a las 8:00 p.m. en el canal 305 del servicio de cable digital de Movistar TV. Comenzó con cinco programas: Maestros de la gastronomía peruana (importantes chefs presentan su plato favorito), Sabor Perú (homenaje a los 2000 platos peruanos), Dulce compañía (dulces), Perú orgánico (comida orgánica) y Comed y bebed (entradas y bebidas).
Los programas estuvieron producidos con gran cantidad de exteriores y cada espacio tenía su propia estética e iluminación. Fusión Gourmet tuvo su propio equipo de producción (60 personas), mientras que América TV proporcionaba sus áreas administrativas y brindaba control de emisión y calidad.
El canal tenía como objetivo presentar a los cocineros más relevantes del país, fomentar el desarrollo de la industria y turismo gastronómico, los eventos, las recetas, las noticias, las escuelas, los lugares y todo lo relacionado con la cocina en el Perú
En 2015, el canal cerró sus emisiones debido a la baja audiencia que recibía.

## Figuras del canal
Fusión Gourmet tuvo varias figuras presentes en el canal.
- Javier Wong
- Toshiro Konishi
- Flavio Solórzano
- Blanca Chávez
- Mitsuharu Tsumura
- Oscar Beltrán
- Yaco Eskenazi[6]
- Roger Arakaki
- Brisa Deneumostier
- Valerie Schroth
- Marco Tremendo (Padre)
- Pier Paolo Tremendo (Hijo)
- Giacomo Bocchio[7]
- Carolina León

Apariciones especiales de varios chefs
- Jana Escudero, del restaurante El Grifo
- José del Castillo de la Red

## Programación
Esta lista fue creada a partir de la información obtenida en el portafolio de la división internacional de América Televisión
- Maestros de la gastronomía peruana (apariciones de varios chefs como Javier Wong, Toshiro Konishi, Flavio Solórzano, Mitsuharu Tsumura, etc.)
- Tomad & comed (conducido por Jacobo "Yaco" Eskenazi)
- Sabor Perú (conducido por Blanca Chávez y Edgardo Rojas)
- Perú orgánico (conducido por Brisa Deneumostier)
- Mar y fuego (conducido por José del Castillo)
- Huarike (conducido por Oscar Beltrán)
- Dulce compañía (conducido por Valerie Schroth)
- Autor
- Como Nikkei (conducido por Roger Arakaki)
- Cocina Nostra (conducido por: Giacomo Bocchio y Carolina León, primera temporada; Marco Tremendo y Pier Paolo Tremendo, segunda temporada)

## Disponibilidad
A pesar de haber existido por dos años, no existen grabaciones de las transmisiones del canal y solo se han podido encontrar clips de los programas al aire y no episodios completos (Algunos programas están en la plataforma de streaming  Vix). Se sabe que algunos programas han sido transmitidos durante las madrugadas en el canal América Televisión y que por un tiempo estuvieron en su servicio de streaming América tvGO. También fueron retransmitidos por el canal estadounidense Sur Perú. Se sabe además que Mar y fuego, Como Nikkei y Sabor Perú son los únicos programas que siguen siendo retransmitidos por dicho canal.

## Logos del canal
| Período   | Características |
| --------- | --- |
| 2011-2013 | El logo de este nuevo canal peruano serán las letras Fusión Gourmet en letras negritas de color negro y al costado de esta palabra, un ají amarillo de color naranja. |
| 2013-2015 | Es el mismo logo pero de color blanco, pero sin llevar la palabra "Gourmet".                                                                                          |

## Eslóganes
- 2011 (Primer prelanzamiento): El canal de la gastronomía peruana
- 2012-2015: El canal de la gastronomía